# Lingsoft
Lingsoft är en finländsk koncern grundad 1986 som verkar inom språkbranschen. Lingsoft levererar språktjänster samt digitala språkverktyg och -lösningar. Koncernens omsättning var 10 mn euro år 2015. Lingsoft verkar internationellt och ser norra Europa, särskilt Norden och Baltikum, som sin hemmamarknad. Företaget har kontor i Helsingfors och Åbo.
Lingsoft-koncernen består av Lingsoft Group Oy, Lingsoft Ab, Lingsoft Language Services Ab, The English Centre Oy och Gurusoft Oy. Ellibs Oy, som tilhandahåller en rikstäckande låneplattform för e-böcker, är också en del av Lingsoft. År 2016 uppgick antalet anställda i koncernen till ca 140 personer.
Företaget erbjuder tjänster och lösningar för analys, hantering och kontroll av både talat och skrivet språk. Till Lingsofts kunder hör bl.a. den offentliga förvaltningen, EU, social- och hälsovården, mediebranschen samt ett flertal olika globalt verksamma företag och internationella språkbyråer.
Lingsofts lösningar grundar sig på Lingsofts egna metoder för strukturanalys, som redan uppnått standardstatus i världen. Till företagets tjänster och lösningar hör bl.a. översättningar, översättningsminnen, termbanker och ordlistor, verktyg för författare och läsare, transkriberings- och programtextningstjänster baserade på företagets egen tal- och språkteknologi samt söktjänster, textutvinning, olika inlärningsapplikationer, röststyrda tjänster och företagets egen e-bibliotekstjänst Ellibs för bibliotek, företag och ämbetsverk. Välkända verktyg som Lingsoft utvecklat omfattar bl.a. språkgranskningsverktyg för Microsoft Office för de nordiska språken och en mängd andra språk, t.ex. franska, tyska engelska och flera centralasiatiska språk.

## Företagets bakgrund
Professor i allmän språkvetenskap vid Helsingfors universitet Fred Karlsson och professor i språkteknologi Kimmo Koskenniemi grundade Lingsoft år 1986. Samarbetet mellan Karlsson och Koskenniemi började med ett forskningsprojekt som finansierades av Finlands Akademi under åren 1981–1984. Projektet behandlade automatisk igenkänning av det finska språket med datorer.
Projektets tidiga resultat, datorprogram som behandlade böjning och avstavning av finska ordstammar, väckte direkt kommersiella intressen. Lösningarna hjälpte det framväxande informationssamhället, informationssökning i moderna databaser och pressen som var i färd med att övergå till elektronisk sättning.
Forskningens viktigaste innovation var den s.k. tvåstegsmodellen (morfologi på två nivåer) som Kimmo Koskenniemi utvecklade i början av 1980-talet. Den var en revolutionerande lösning för att hjälpa datorer förstå naturligt språk i både talad och skriven form. Modellen fungerade oberoende av språk, vilket var sensationellt.
Den s.k. begränsade grammatiken (Constraint Grammar, CG) som Fred Karlsson utvecklade gjorde att datorer kunde förstå texter på satsnivå. Med hjälp av lösningen bildades Bank of English-textsamlingen på 200 miljoner ord för satsstrukturanalys. Detta var på sin tid det största någonsin genomförda projektet inom datorlingvistik.
Lingsoft grundades 1986, eftersom det inte på den tiden var möjligt att nätverka och producera applikationer för kommersiellt bruk inom universitetet. PasaNet Oy, som specialiserade sig på tekniska översättningar, lokalisering och EU-översättningar, blev huvudägare för Lingsoft år 2002.